# أليكس سيمبسون
أليكس سيمبسون (بالإنجليزية: Alex Simpson)‏ (24 نوفمبر 1924 بغلاسكو في المملكة المتحدة - 16 يونيو 2008) هو لاعب كرة قدم بريطاني (وحمل سابقاً جنسية المملكة المتحدة لبريطانيا العظمى وأيرلندا) في مركز نصف الجناح. لعب مع شروزبري تاون ونادي ساوثهامبتون ونوتس كاونتي ووولفرهامبتون واندررز ونونيتون بورو ‏.